# Куналакис, Элени
Эле́ни Цако́пулос-Кунала́кис (англ. Eleni Tsakopoulos Kounalakis, греческий вариант имени — Эле́ни Цакопу́лу-Кунала́ки (греч. Ελένη Τσακοπούλου-Κουναλάκη); род. 3 марта 1966, Сакраменто, Калифорния, США) — американский дипломат и политик, посол США в Венгрии, вице-губернатор Калифорнии. Первая американская гречанка на посту посла США и первая женщина на посту вице-губернатора Калифорнии.

## Биография

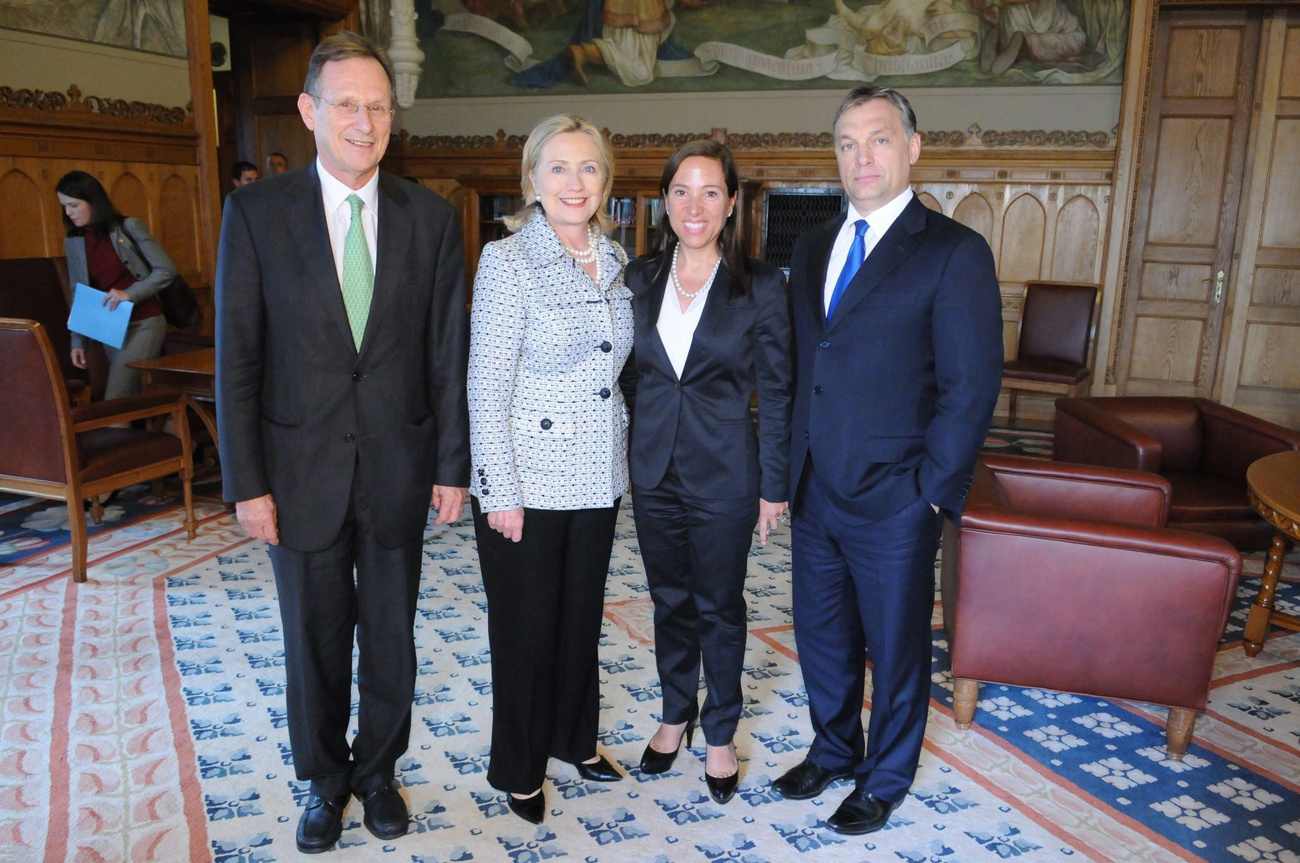
Посол Венгрии в США Дьёрдь Сапари, госсекретарь США Хиллари Клинтон, Элени Цакопулос-Куналакис и премьер-министр Венгрии Виктор Орбан (2011)

Родилась в семье греков Анджело Куналакис и Софии Цакопулос родом из Греции. Анджело Цакопулос — девелопер, основатель и владелец компании «AKT Development Corporation», а также главный финансовый донор президентской кампании Хиллари Клинтон 2008 года. Имеет брата Кириакоса Цакопулоса.
Получила степень бакалавра гуманитарных наук в Дартмутском колледже и степень магистра делового администрирования в Бизнес-школе имени Хааса при Калифорнийском университете в Беркли.
В 2011 году получила степень почётного доктора права от Американского колледжа Греции.
До вступления в должность посла занимала пост президента «AKT Development Corporation», одной из крупнейших фирм по инженерной подготовке территории в штате Калифорния.
Элени Цакопулу-Куналаки и её супруг, журналист Маркос Куналакис основали две именные профессуры эллинистических исследований: в Стэнфордском университете (в честь Константиноса Мицотакиса) и Джорджтаунском университете. Обе направлены на изучение истоков афинской демократии. Они также учредили цикл лекций на тему демократии и международных отношений в Международного научного центра имени Вудро Вильсона.
В течение почти десяти лет служила в качестве куратора Всемирного конгресса «Религии за мир» (ВКРМ). В знак признания работы с ВКРМ Цакопулу-Куналаки была награждена медалью Святого Павла, высшей наградой Греческой православной архиепископии Америки. Мэр Сан-Франциско Гэвин Ньюсом утвердил её в должности куратора Военного мемориала и Центра исполнительных видов искусства в городе Сан-Франциско (Калифорния).
Четырежды была делегатом Национального съезда Демократической партии США, а также представляющим весь округ членом центрального комитета Демократической партии в штате Калифорния.
Является старшим советником глобальной фирмы по бизнес-стратегии «Олбрайт-Стоунбридж Групп» (Albright Stonebridge Group).

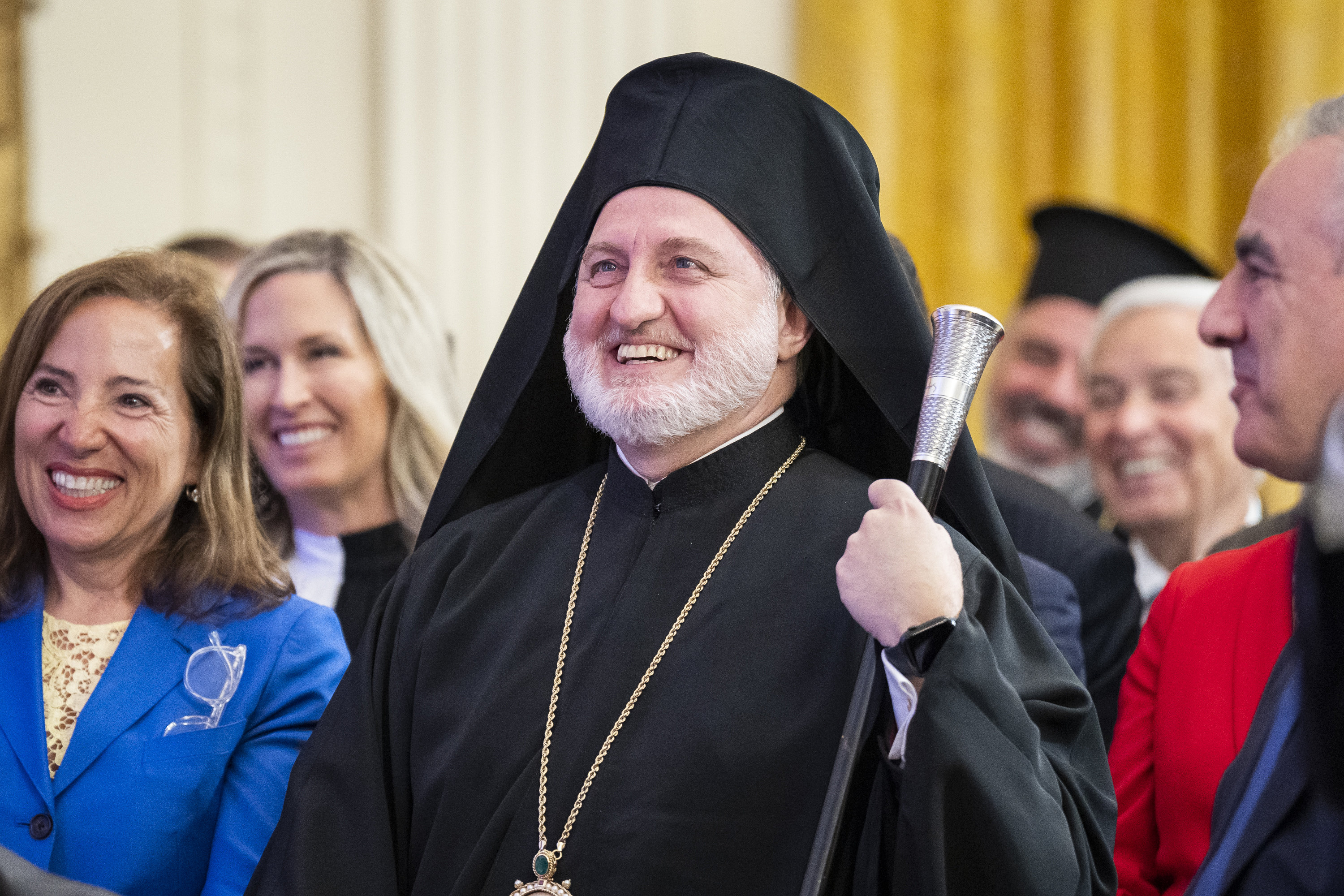
Элени Цакопулос-Куналакис и архиепископ Американский Элпидофор на приёме в Белом доме в честь премьер-министра Греции Кириакоса Мицотакиса (16 мая 2022)

Вместе с супругом является членом благотворительного фонда «Leadership 100» Греческой православной архиепископии Америки, оказывающего поддержку организациям Американской архиепископии в продвижении и развитии греческого православия и эллинизма в США. Фонд был создан в 1984 году под эгидой архиепископа Иакова. Член Американо-греческого института.

## Личная жизнь
С 2000 года замужем за Маркосом Куналакисом. Свадьба проходила в Фанаре, историческом районе Константинополя (сегодня Стамбул, Турция), по приглашению Вселенского Патриарха Варфоломея. Пара имеет двух сыновей.